# Дрегенешть-Олт
Дрегенешть-Олт, Дрегенешті-Олт (рум. Drăgănești-Olt) — місто у повіті Олт в Румунії. Адміністративно місту також підпорядковане село Комань (населення 3321 особа, 2002 рік).
Місто розташоване на відстані 128 км на захід від Бухареста, 31 км на південний схід від Слатіни, 59 км на схід від Крайови.

## Населення
За даними перепису населення 2002 року у місті проживали 12 195 осіб.
Національний склад населення міста:
| Національність   | Кількість осіб | Відсоток |
| ---------------- | -------------- | -------- |
| румуни           | 11342          | 93,0%    |
| цигани           | 834            | 6,8%     |
| німці            | 3              | < 0,1%   |
| угорці           | 1              | < 0,1%   |
| росіяни-липовани | 1              | < 0,1%   |
| татари           | 1              | < 0,1%   |
| італійці         | 1              | < 0,1%   |

Рідною мовою назвали:
| Мова       | Кількість осіб | Відсоток |
| ---------- | -------------- | -------- |
| румунська  | 11433          | 93,8%    |
| циганська  | 757            | 6,2%     |
| німецька   | 2              | < 0,1%   |
| угорська   | 1              | < 0,1%   |
| російська  | 1              | < 0,1%   |
| італійська | 1              | < 0,1%   |

Склад населення міста за віросповіданням:
| Релігія       | Кількість осіб | Відсоток |
| ------------- | -------------- | -------- |
| православні   | 12096          | 99,2%    |
| п'ятдесятники | 76             | 0,6%     |
| римо-католики | 12             | 0,1%     |
| адвентисти    | 4              | < 0,1%   |
| мусульмани    | 2              | < 0,1%   |
| реформати     | 1              | < 0,1%   |
| баптисти      | 1              | < 0,1%   |
| атеїсти       | 1              | < 0,1%   |

## Зовнішні посилання
- Дані про місто Дрегенешть-Олт на сайті Ghidul Primăriilor